# Guinidilda de Ampurias
Guinidilda de Ampurias (?-900), casada con Wifredo el Velloso, Conde de Barcelona, con el que tuvo nueve hijos:
- Wifredo II Borrell de Barcelona (874-911), Conde de Barcelona.
- Miró II de Cerdaña (878-927), Conde de Cerdaña i Besalú.
- Emma de Barcelona (880-942), Abadesa del Monasterio de San Juan de las Abadesas.
- Sunifredo II de Urgel (880?-948), Conde de Urgel.
- Radulfo de Barcelona (885-940/942), Obispo de Urgel y Abad de Ripoll.
- Suniario I de Barcelona (890-951), Conde de Barcelona.
- Ermessenda de Barcelona (?-925).
- Cixilona de Barcelona (?-945), Abadesa del monasterio de Santa Maria del Camino fundado por su hermana Emma.
- Riquilda de Barcelona.
- Guinidilda de Barcelona (?-923) casada con Ramón II de Tolosa.

- Datos: Q2364921